# Карнеги хол
Карнеги хол (Carnegie Hall) је концертна дворана у центру Менхетна у Њујорку у САД-у.
Налази се на Седмој авенији 881, која заузима источну страну Седме авеније између 56. и 57. улице. Дизајниран од стране архитекте Вилијама Бернета Тутхила, а изграђен од стране индустријалца и филантропа Ендруа Карнегија, ово је једно од најпрестижнијих места на свету за класичну и популарну музику. Карнеги хол има своја одељења за уметничко програмирање, развој и маркетинг и представља око 250 представа сваке сезоне. Издаје се и извођачким групама.
Карнеги хол има 3.671 место, подељено у три сале. Највећа је Стерн Аудиторијум, петоспратница са 2.804 седишта. Део комплекса су и дворана Занкел са 599 места на Седмој авенији, као и сала за рецитал Џоан и Санфорд И. Вил са 268 места у 57. улици. Осим аудиторија, Карнеги хол садржи и канцеларије у оквиру комплекса.
Карнеги хол, првобитно Мјузик хол, изграђен је између 1889. и 1891. као место музичких одржавања које су делили Њујоршко ораторијско друштво и Њујоршко симфонијско друштво. Хала је била у власништву породице Карнеги до 1925. године, након чега су власници постали Роберт Е. Сајмон, а потом и његов син Роберт Е. Сајмон млађи. 
Карнеги хол је предложен за рушење 1950-их пре него што се Њујоршка филхармонија пресели у Линколн центар 1962. Иако је Карнеги хол проглашен националним историјским обележјем и заштићен од стране Комисије за очување знаменитости града Њујорка, није имао резидентну компанију откако је Њујоршка филхармонија преселила. Карнеги хол је реновиран више пута током своје историје, укључујући 1940-их и 1980-их.